# Bulbophyllum gracillimum
Bulbophyllum gracillimum är en orkidéart som först beskrevs av Robert Allen Rolfe, och fick sitt nu gällande namn av Robert Allen Rolfe. Bulbophyllum gracillimum ingår i släktet Bulbophyllum och familjen orkidéer. Inga underarter finns listade i Catalogue of Life.